# 독일의 재외공관 목록

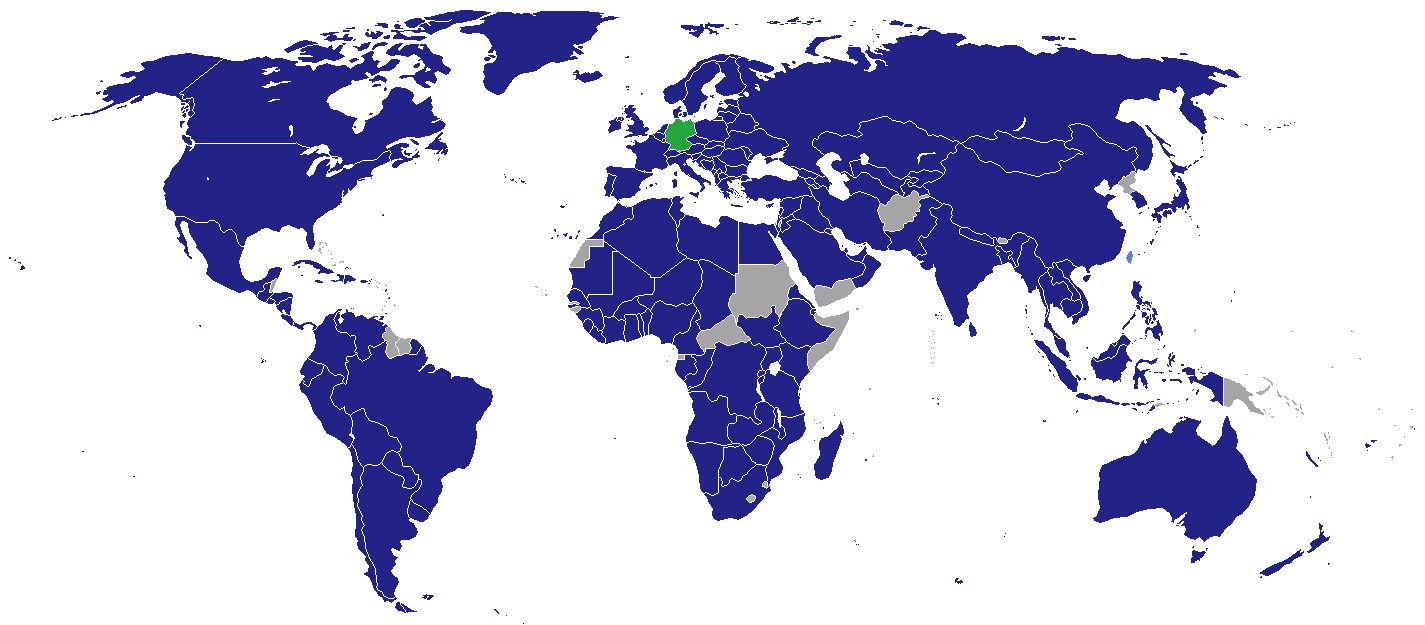
독일의 재외공관

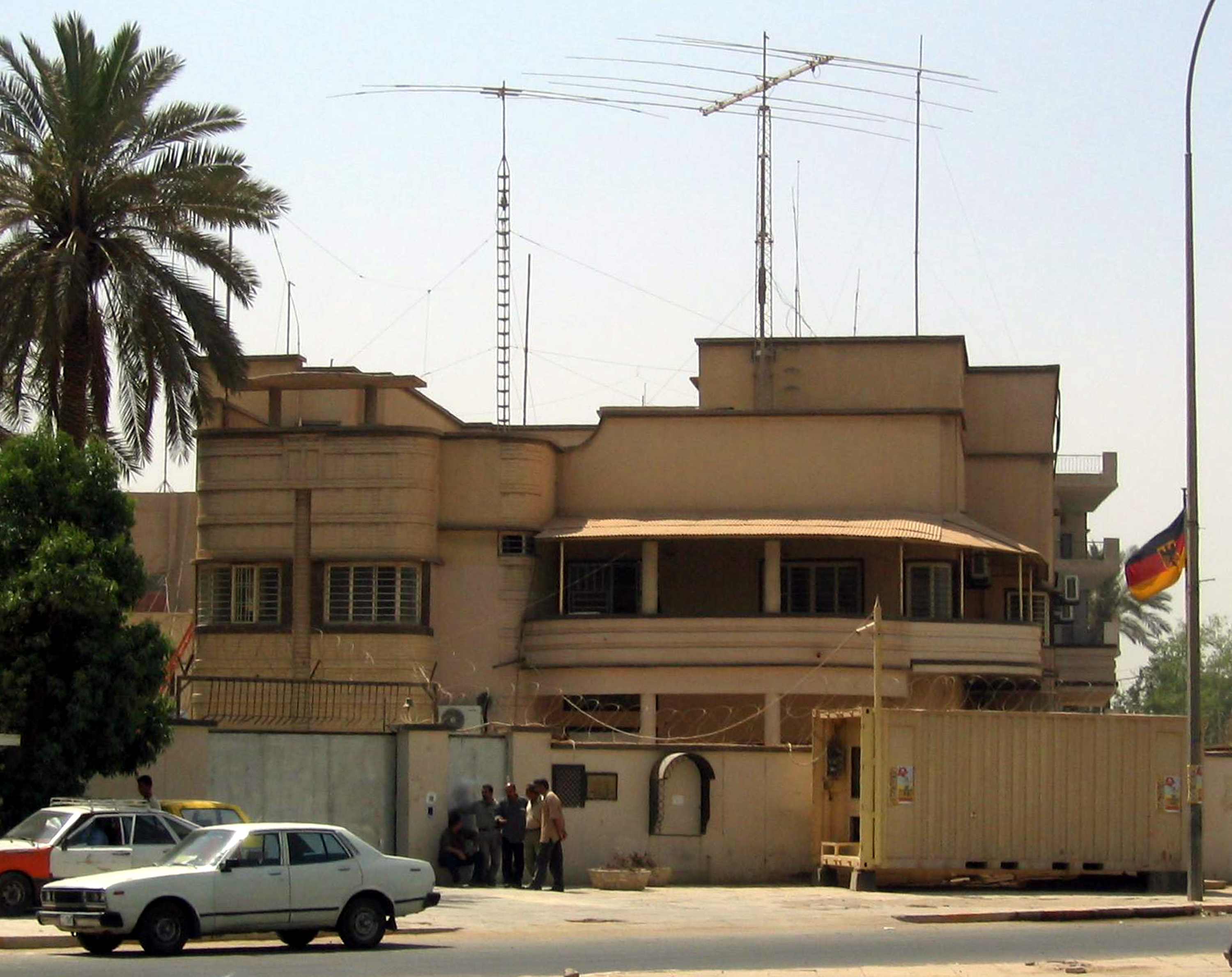
바그다드 주재 독일 대사관

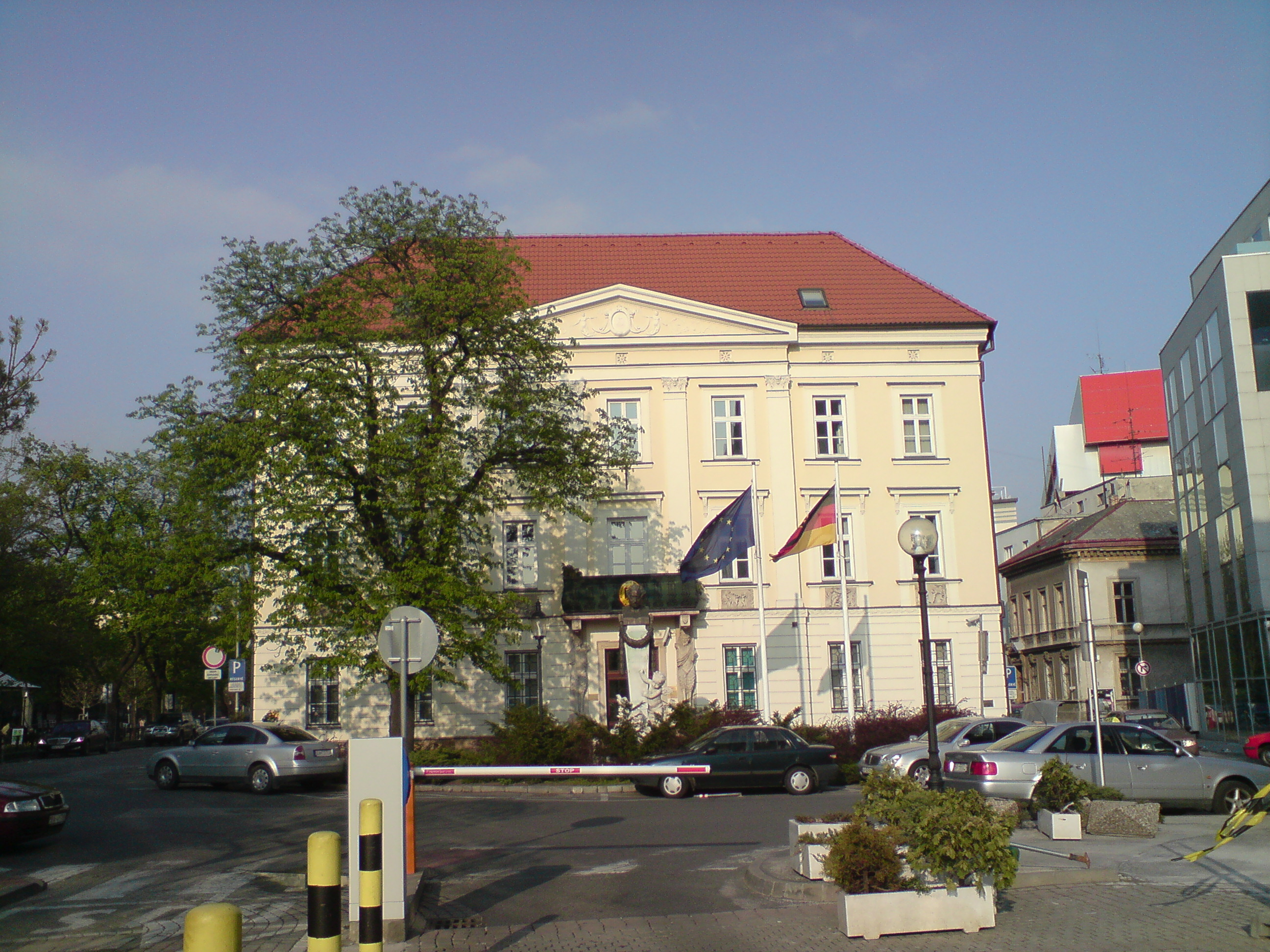
브라티슬라바 주재 독일 대사관

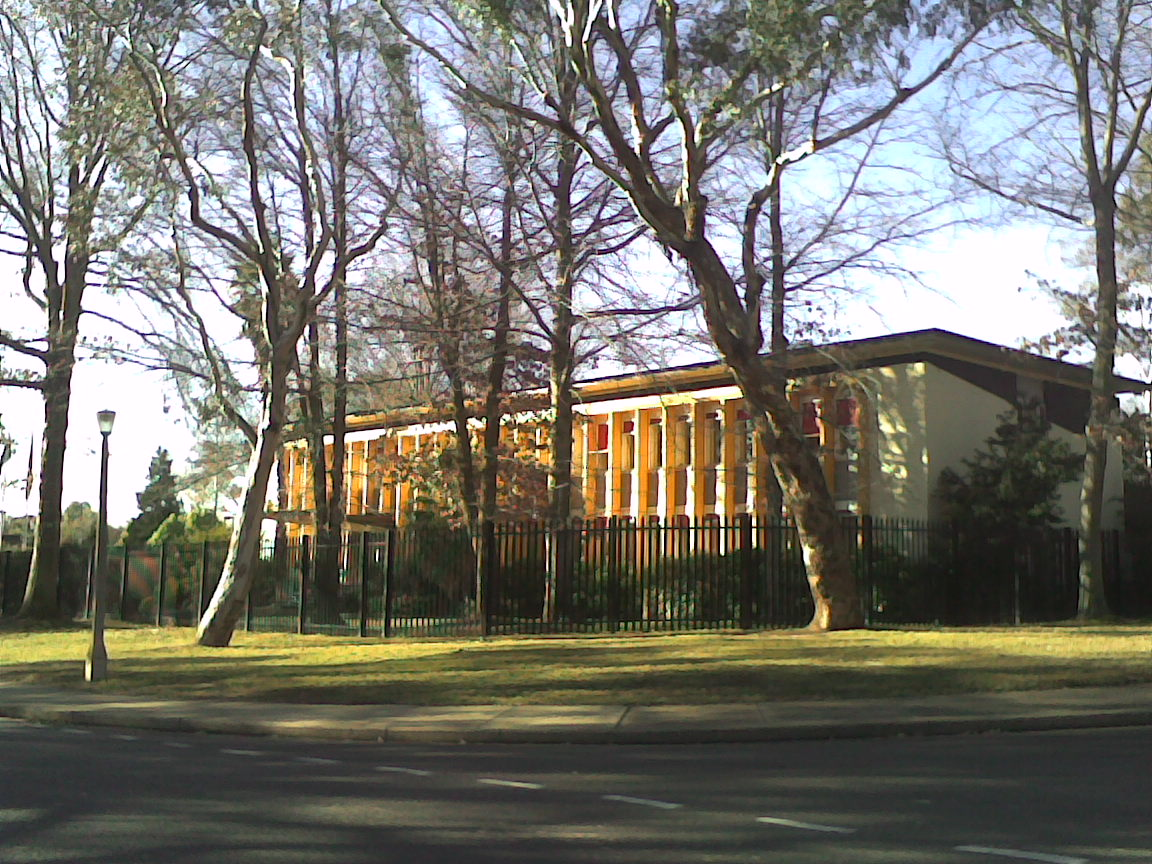
캔버라 주재 독일 대사관

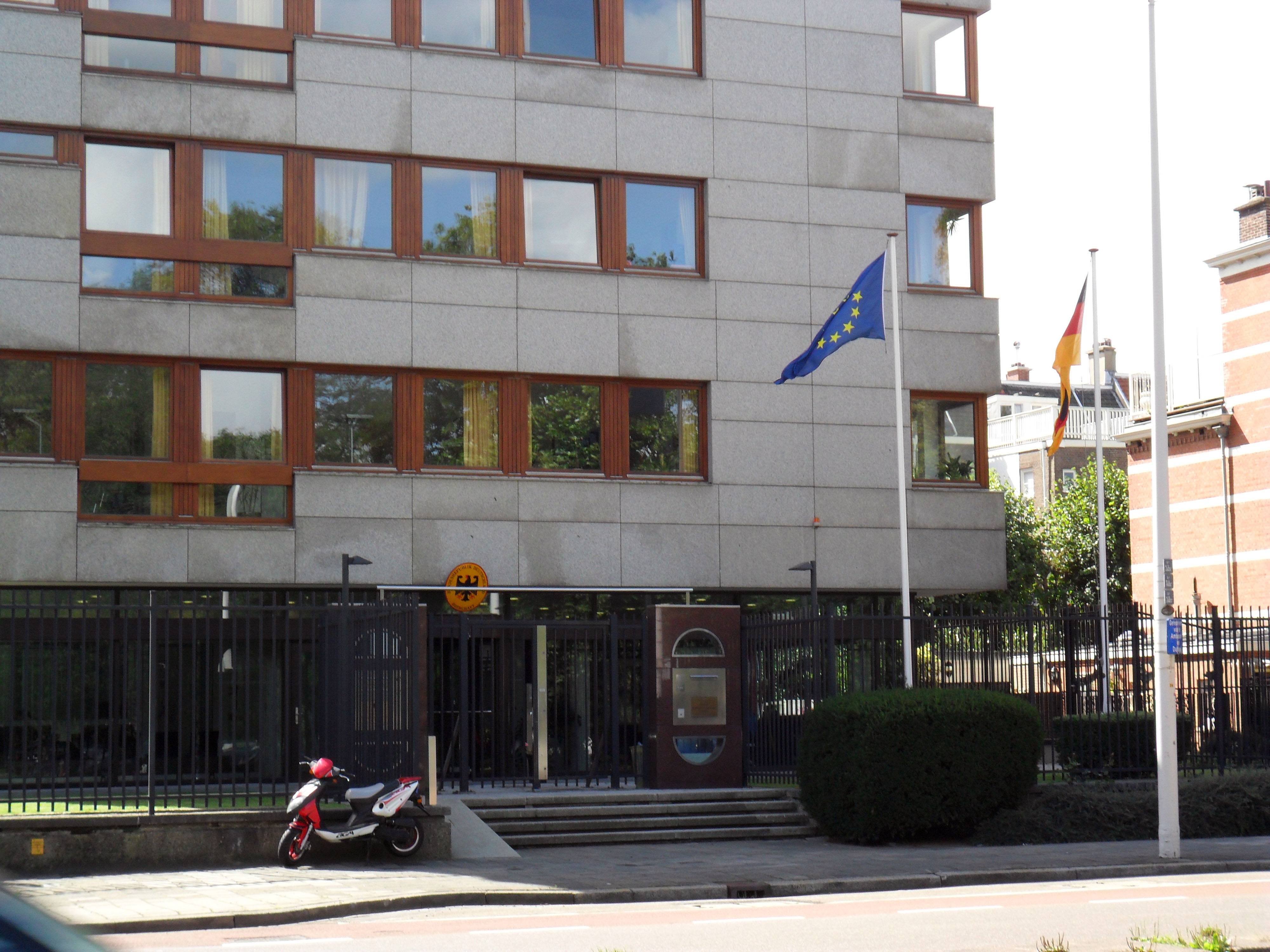
헤이그 주재 독일 대사관

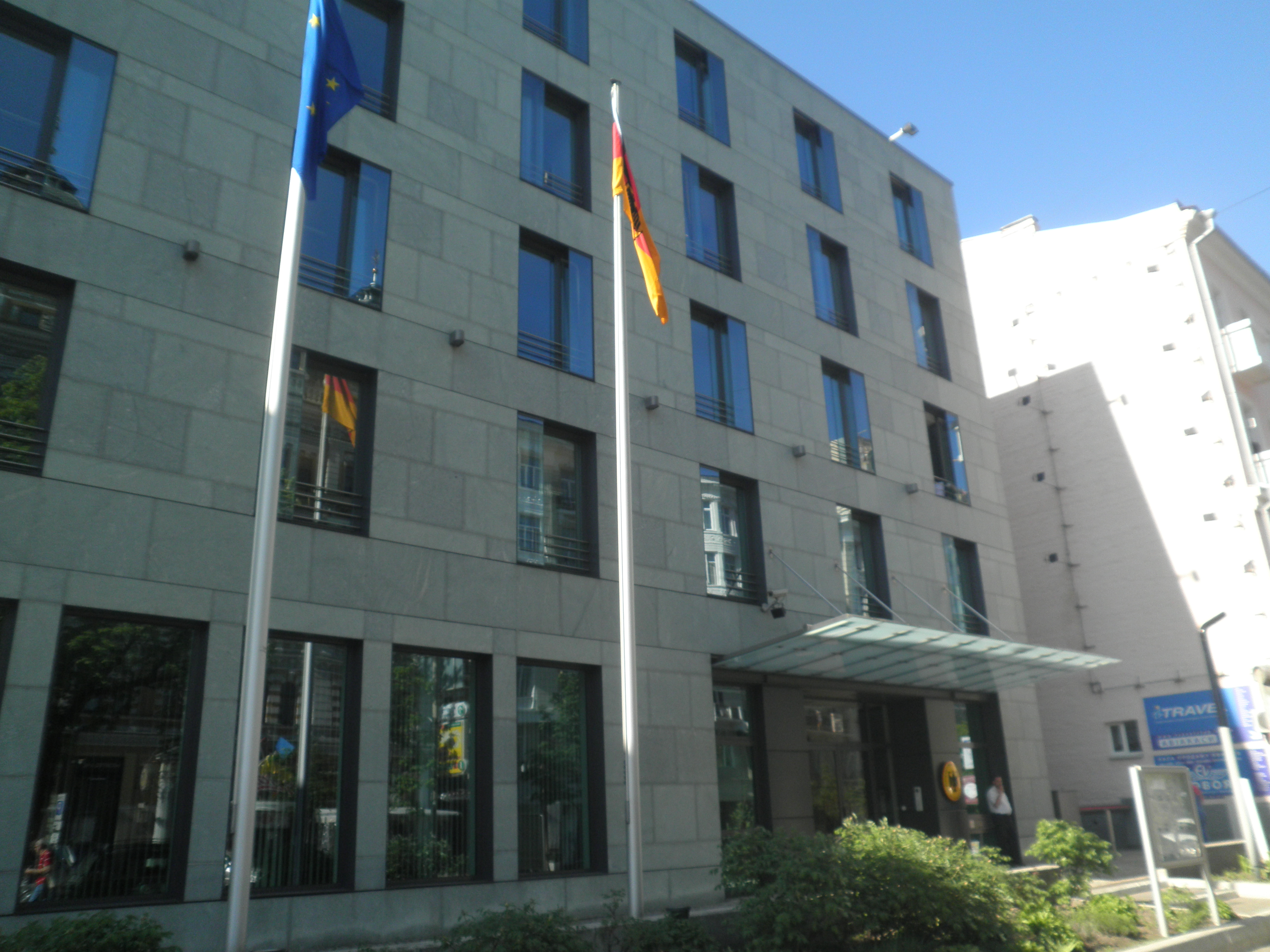
키예프 주재 독일 대사관

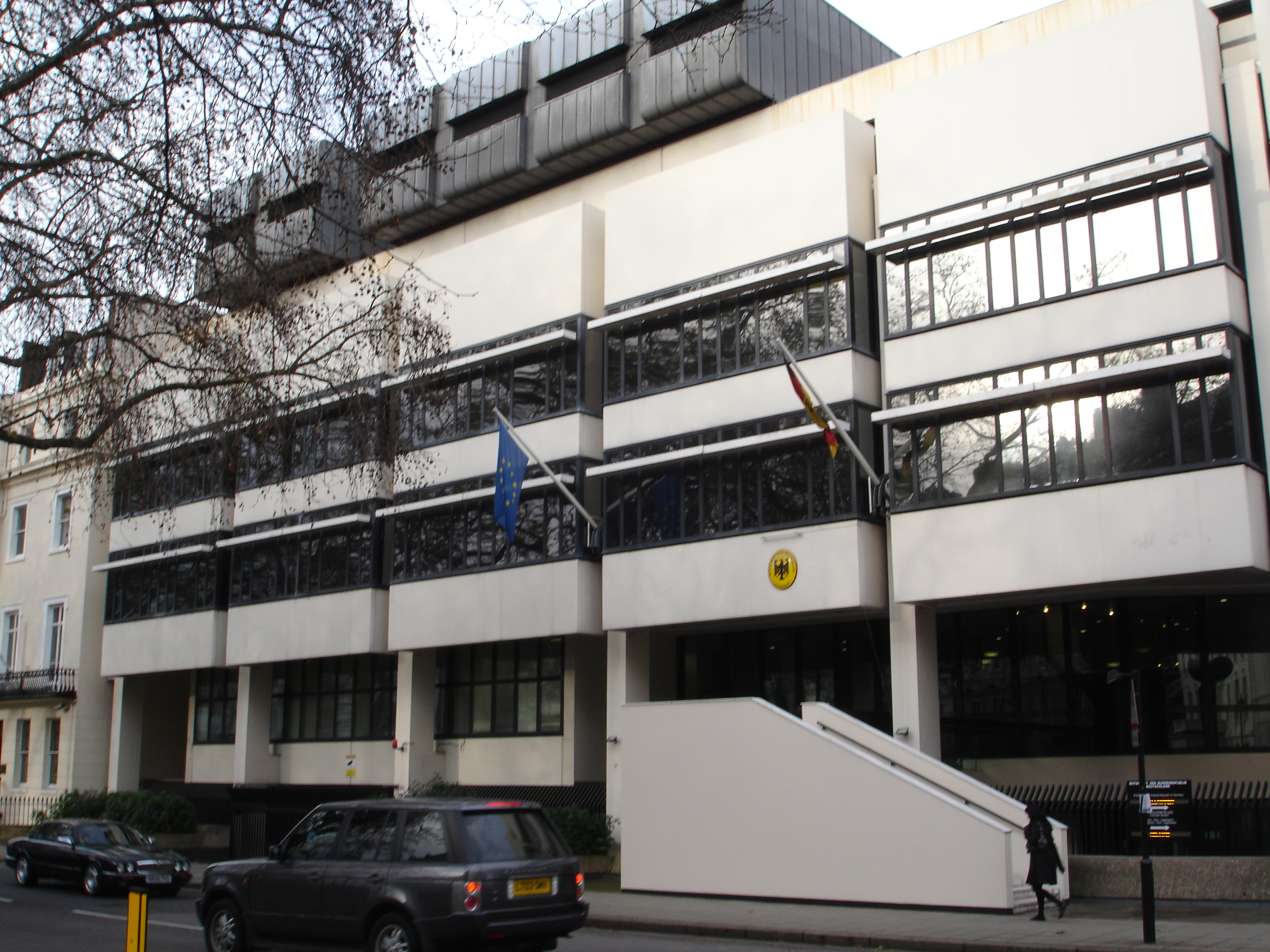
런던 주재 독일 대사관

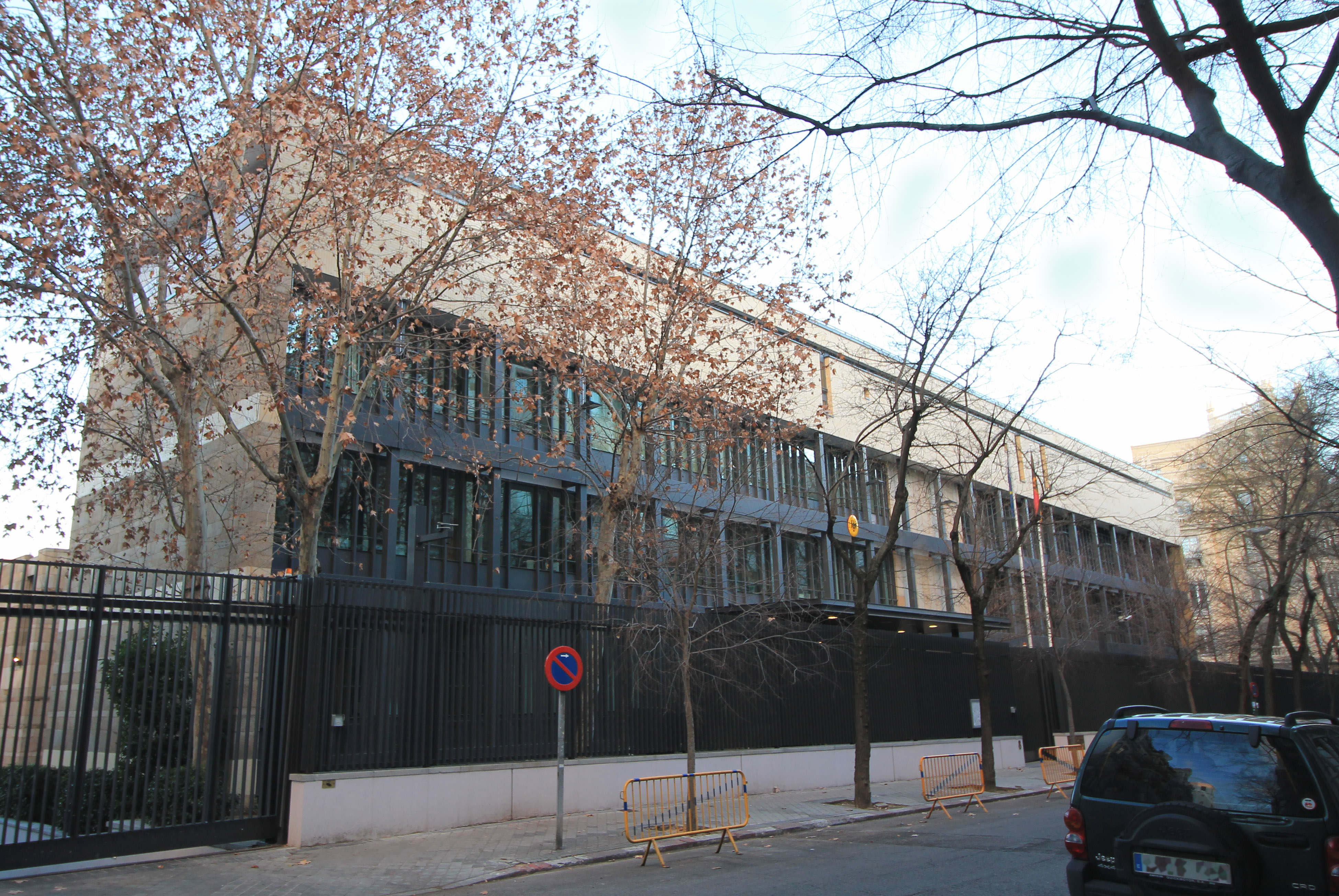
마드리드 주재 독일 대사관

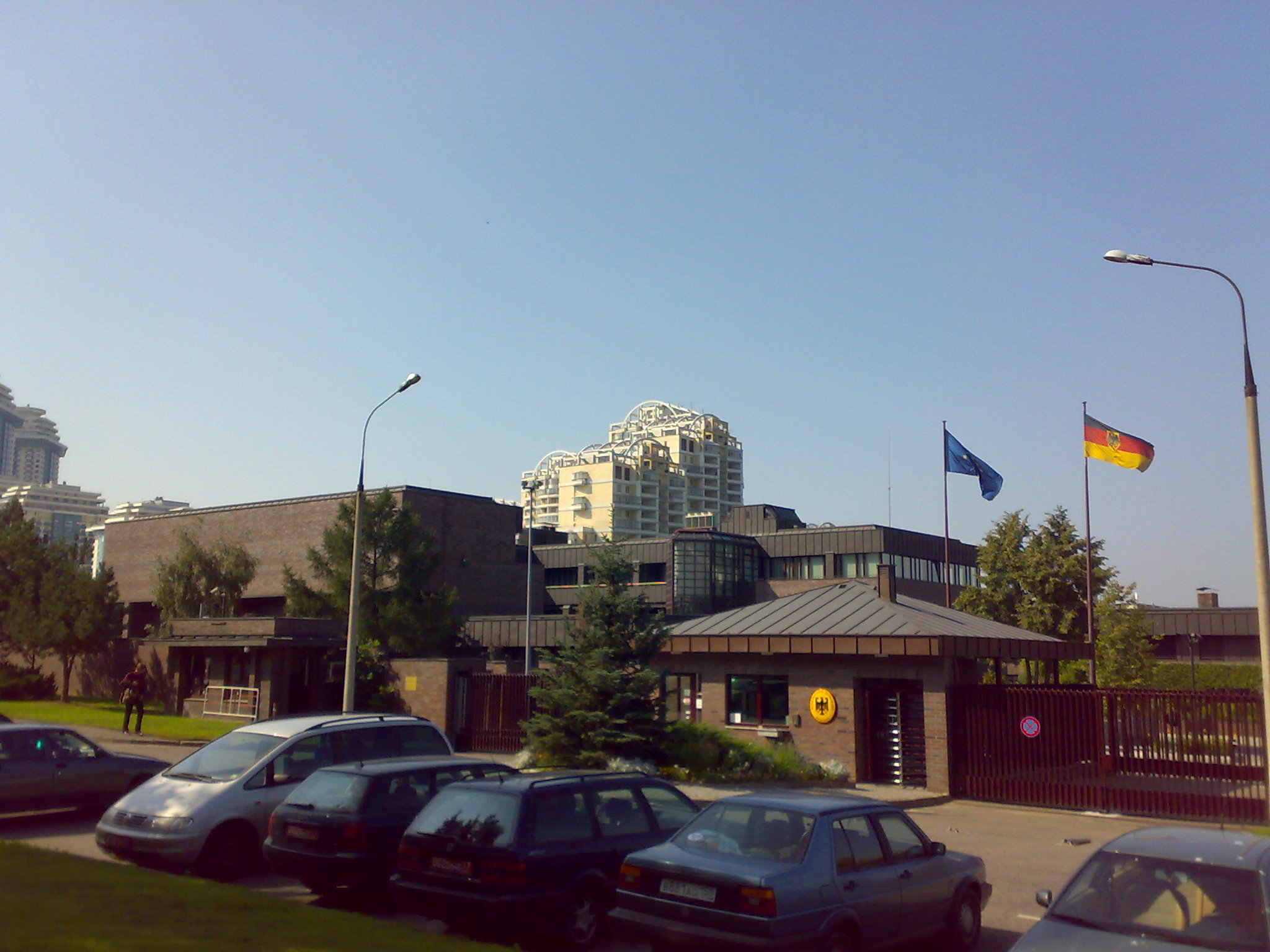
모스크바 주재 독일 대사관

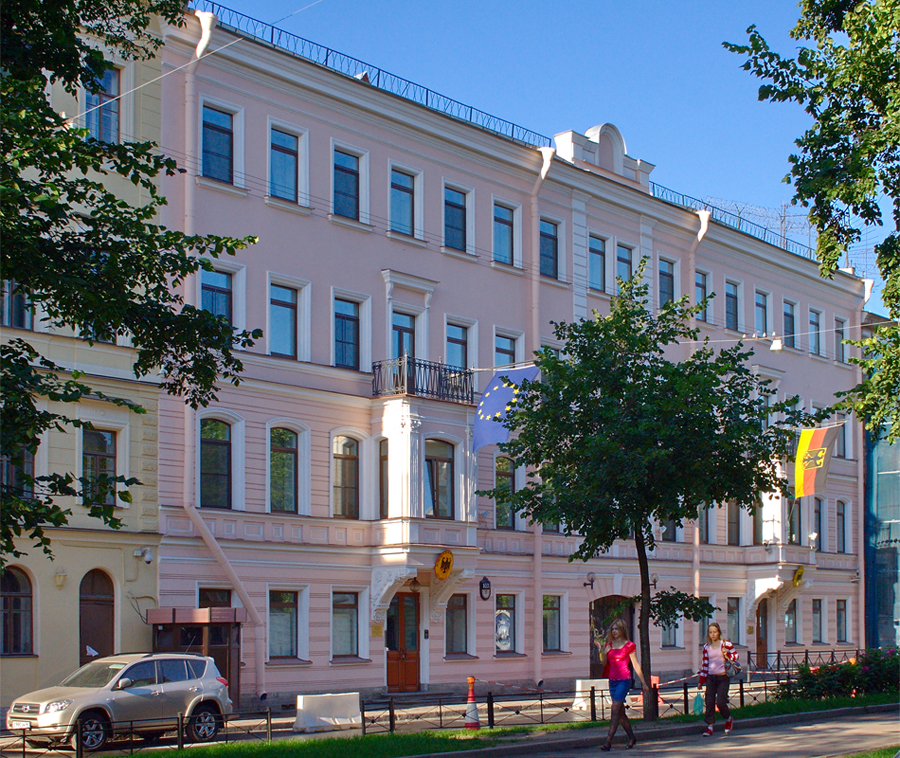
상트페테르부르크 주재 독일 총영사관

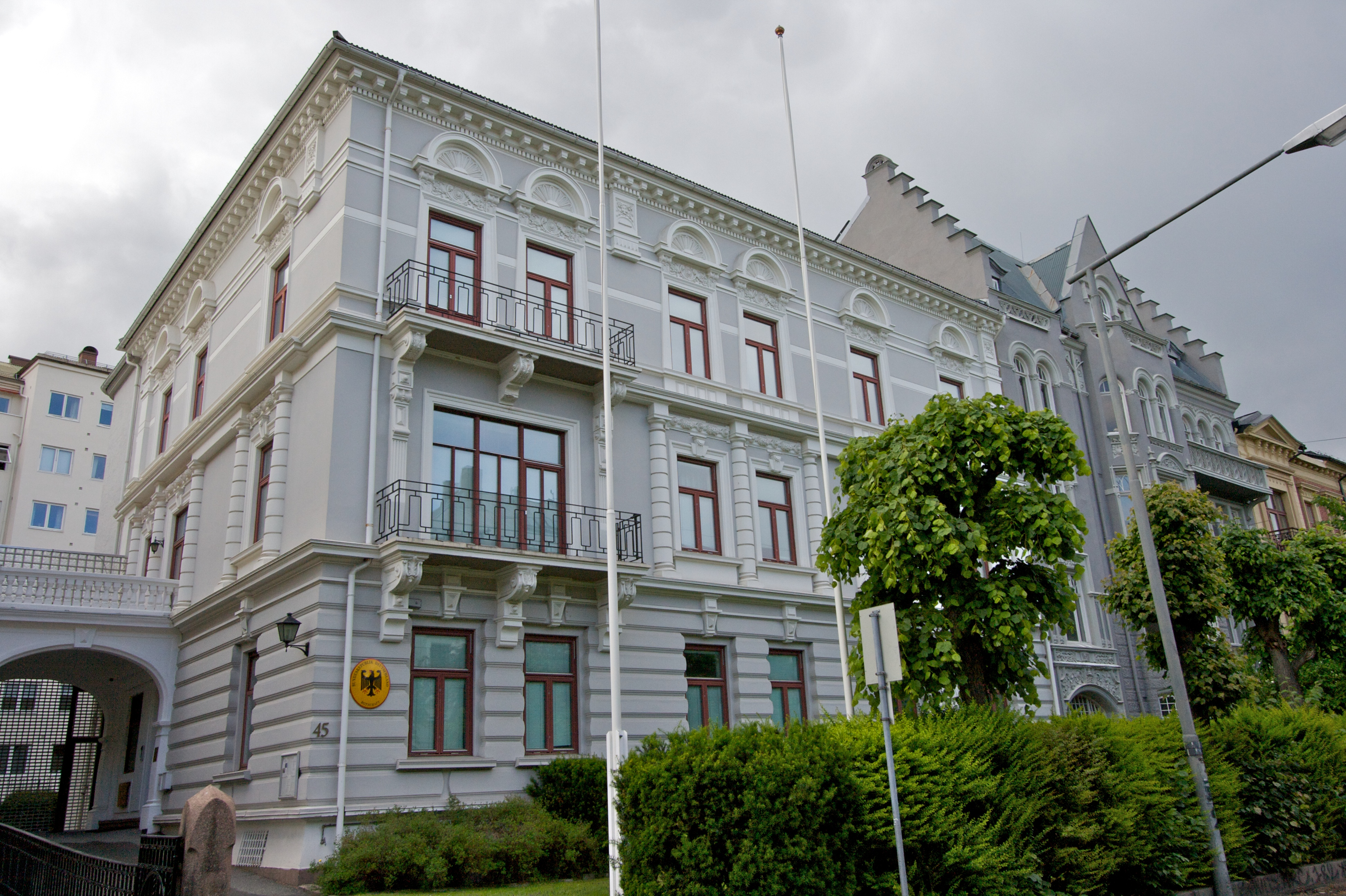
오슬로 주재 독일 대사관

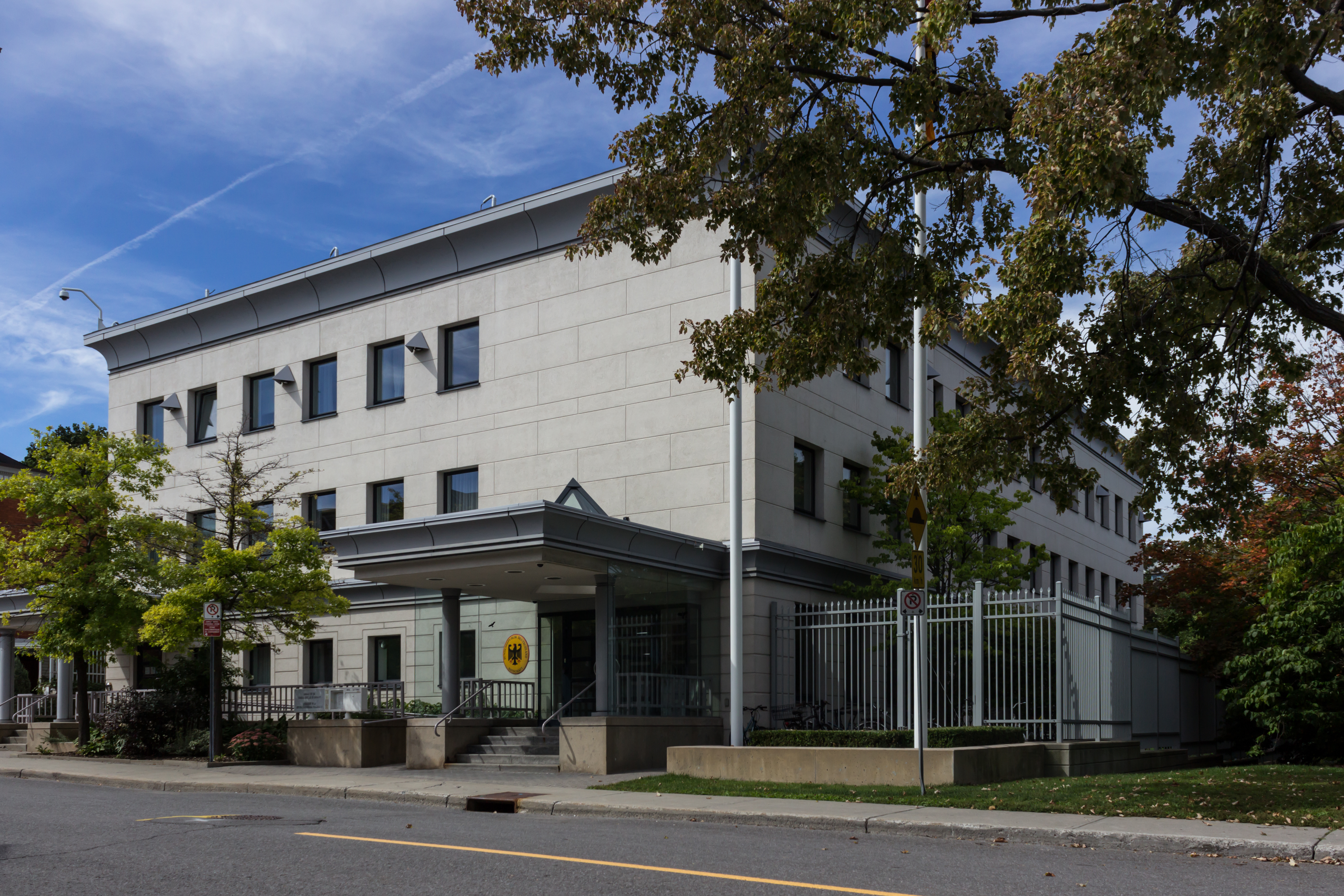
오타와 주재 독일 대사관

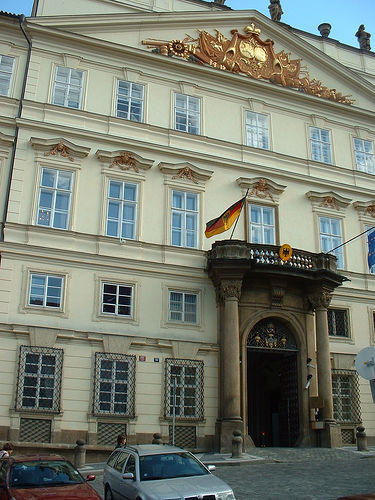
프라하 주재 독일 대사관

평양직할시 주재 독일 대사관

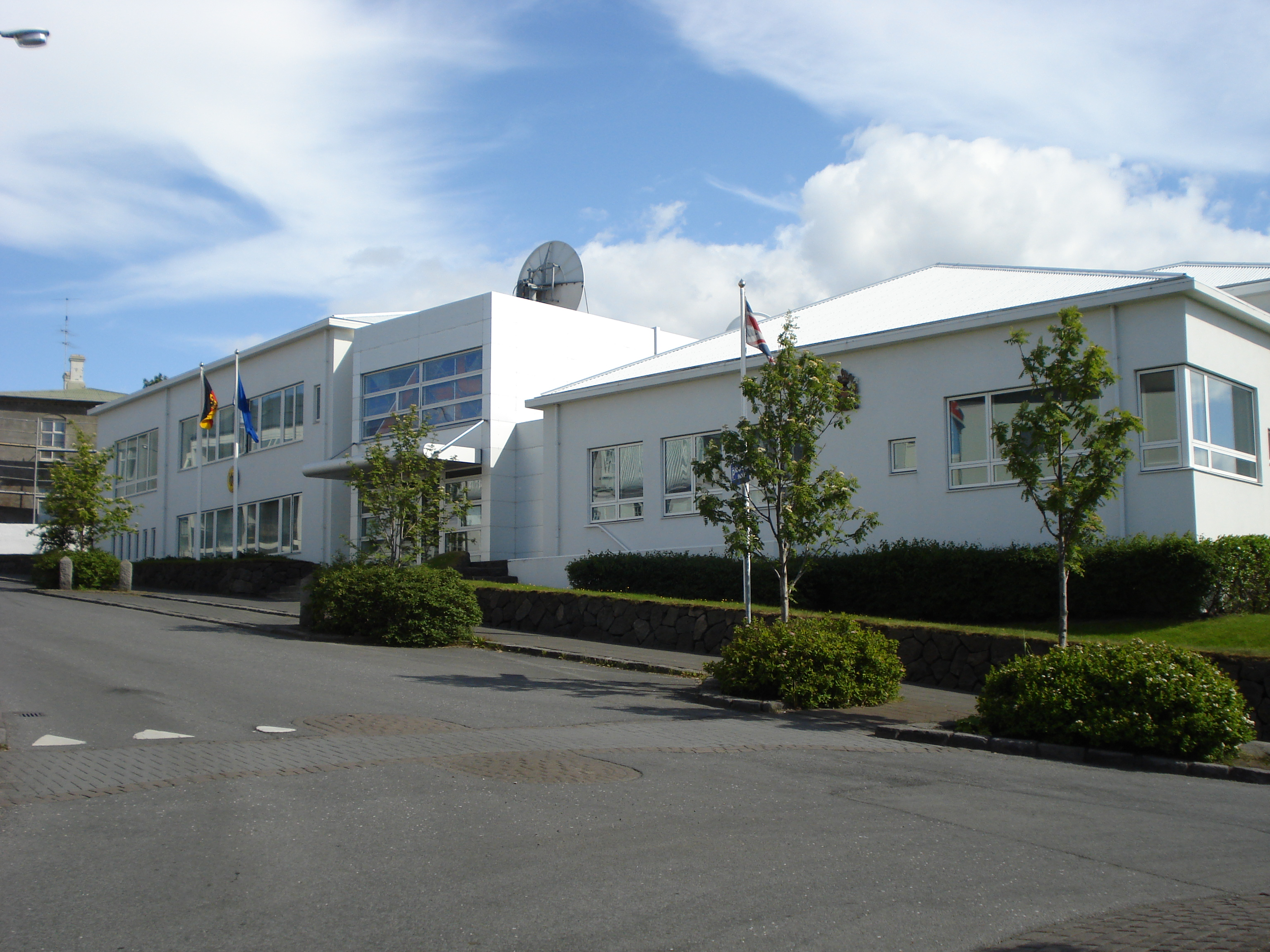
레이캬비크 주재 독일 대사관

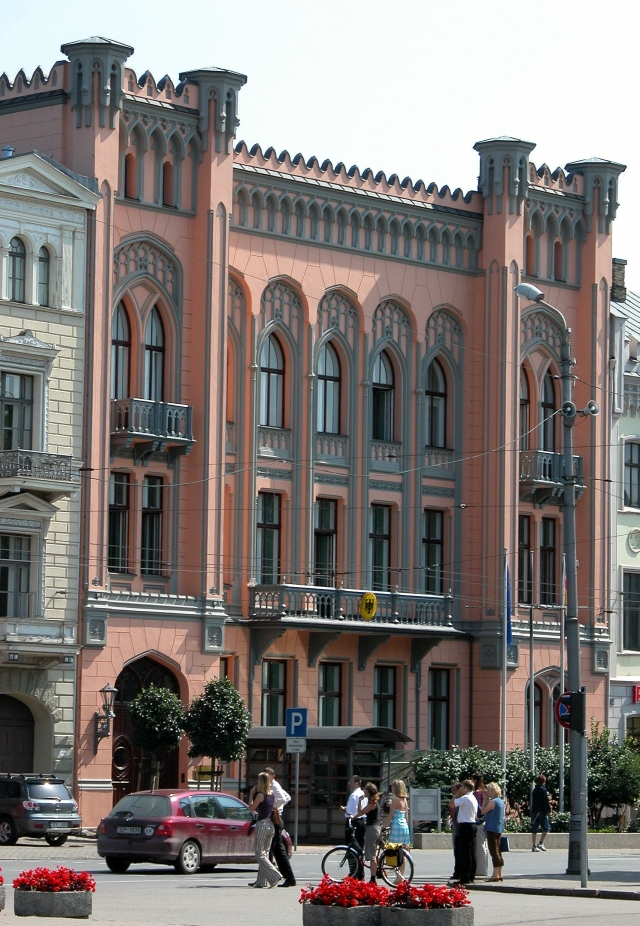
리가 주재 독일 대사관

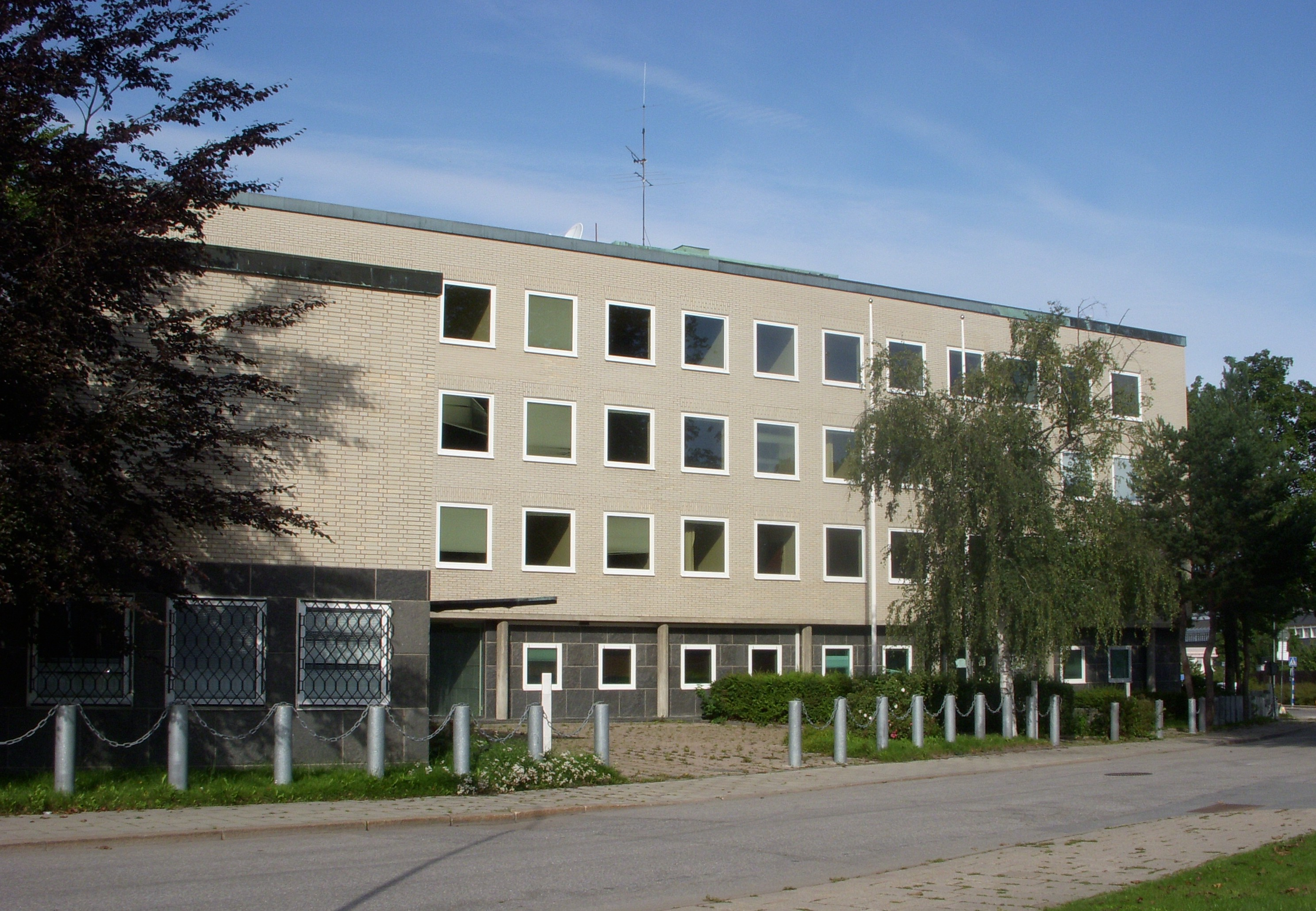
스톡홀름 주재 독일 대사관

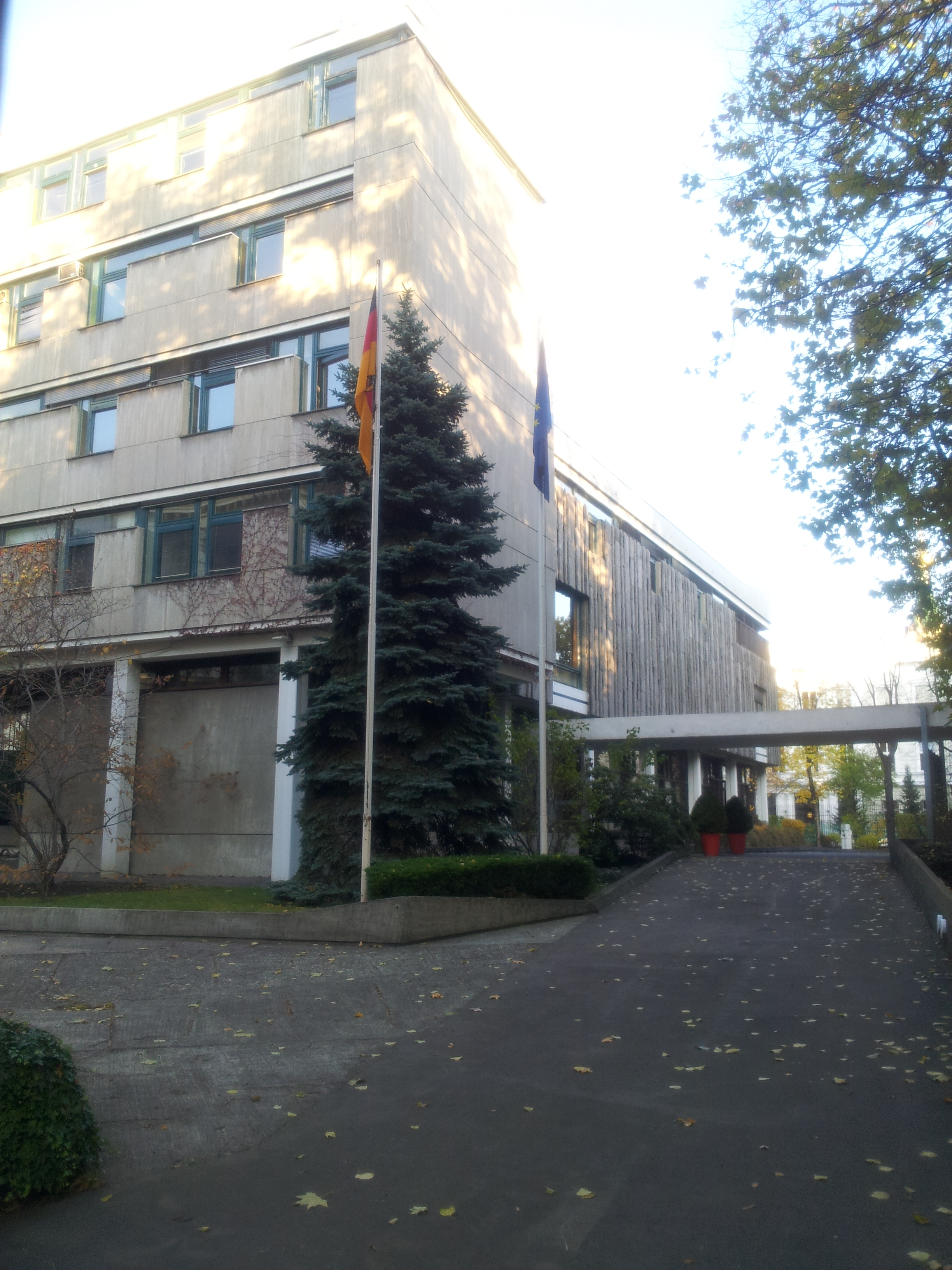
빈 주재 독일 대사관

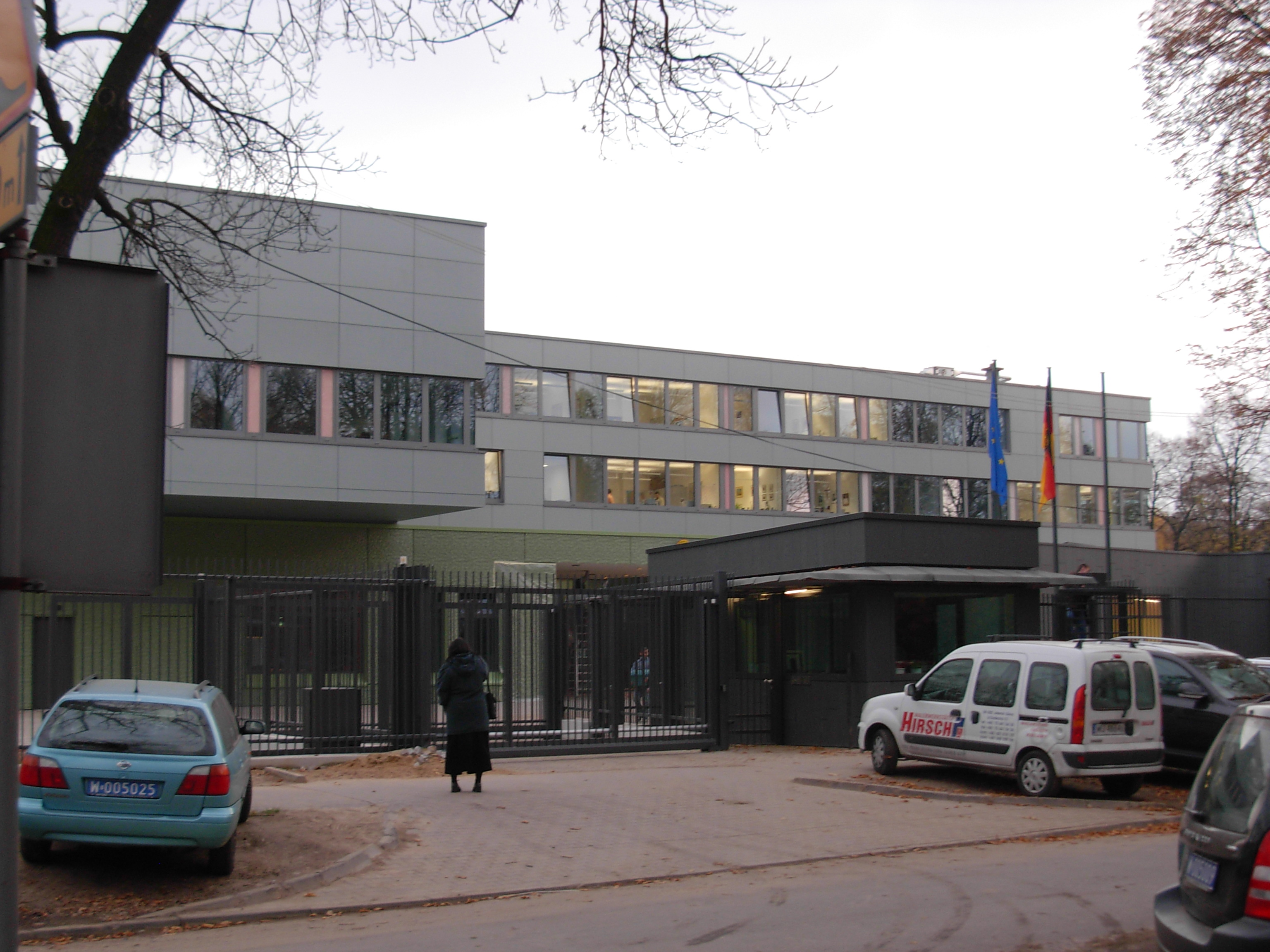
바르샤바 주재 독일 대사관

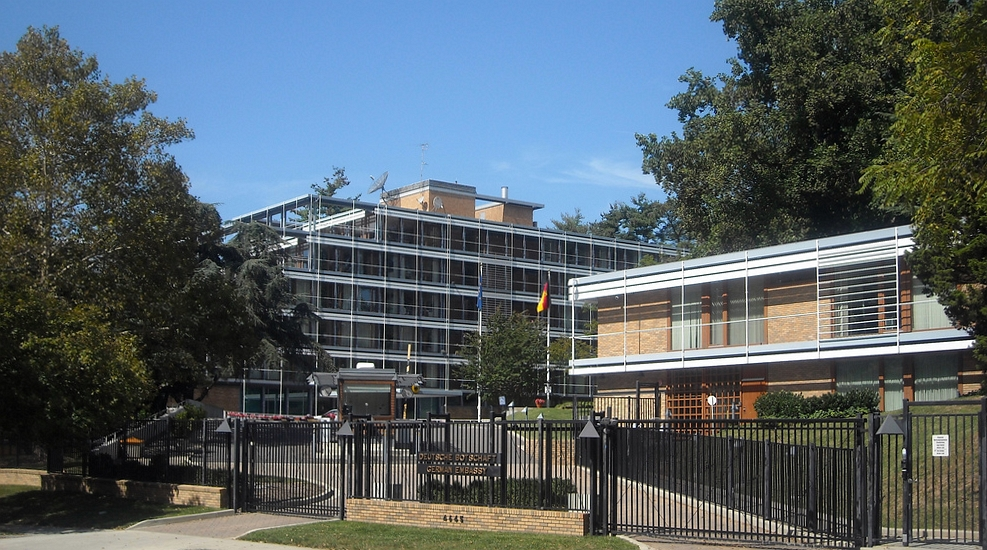
워싱턴 D.C. 주재 독일 대사관

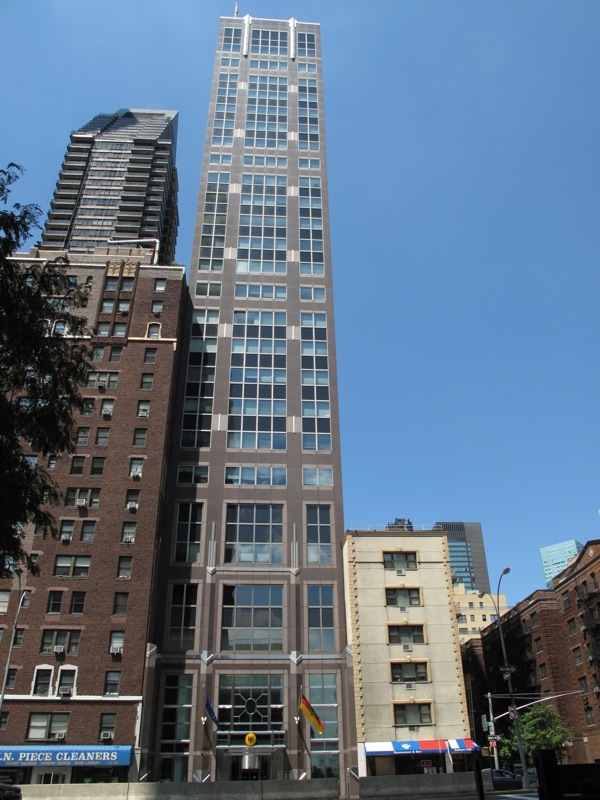
뉴욕 주재 독일 대사관과 UN 독일 정부 대표부

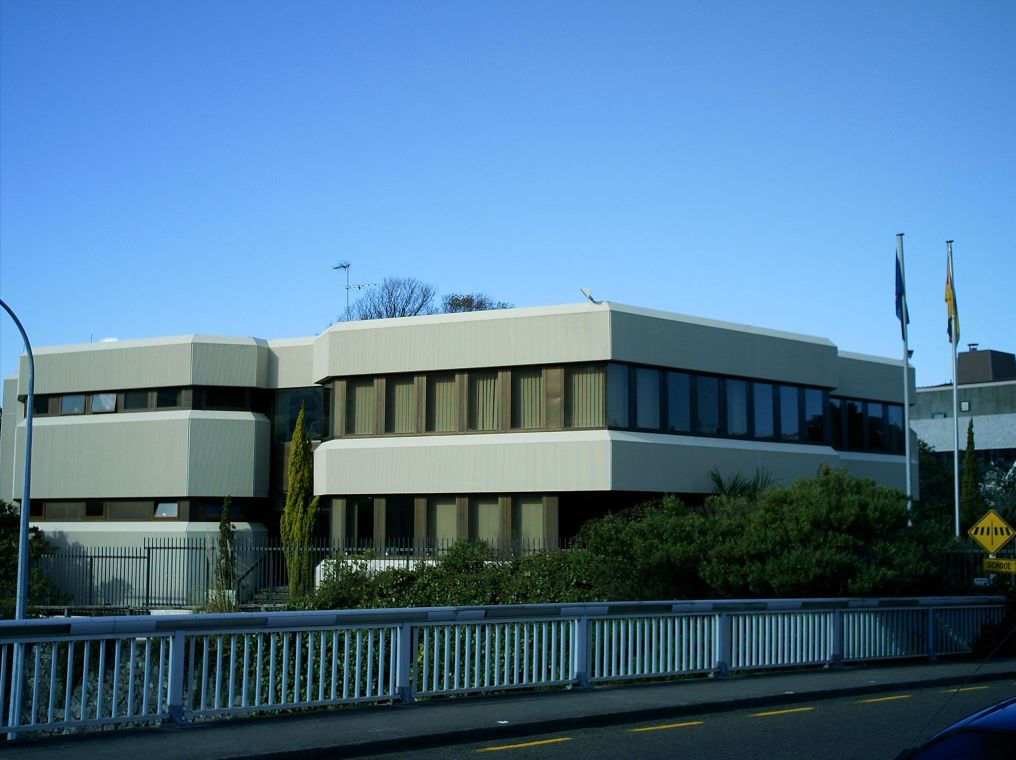
웰링턴 주재 독일 대사관

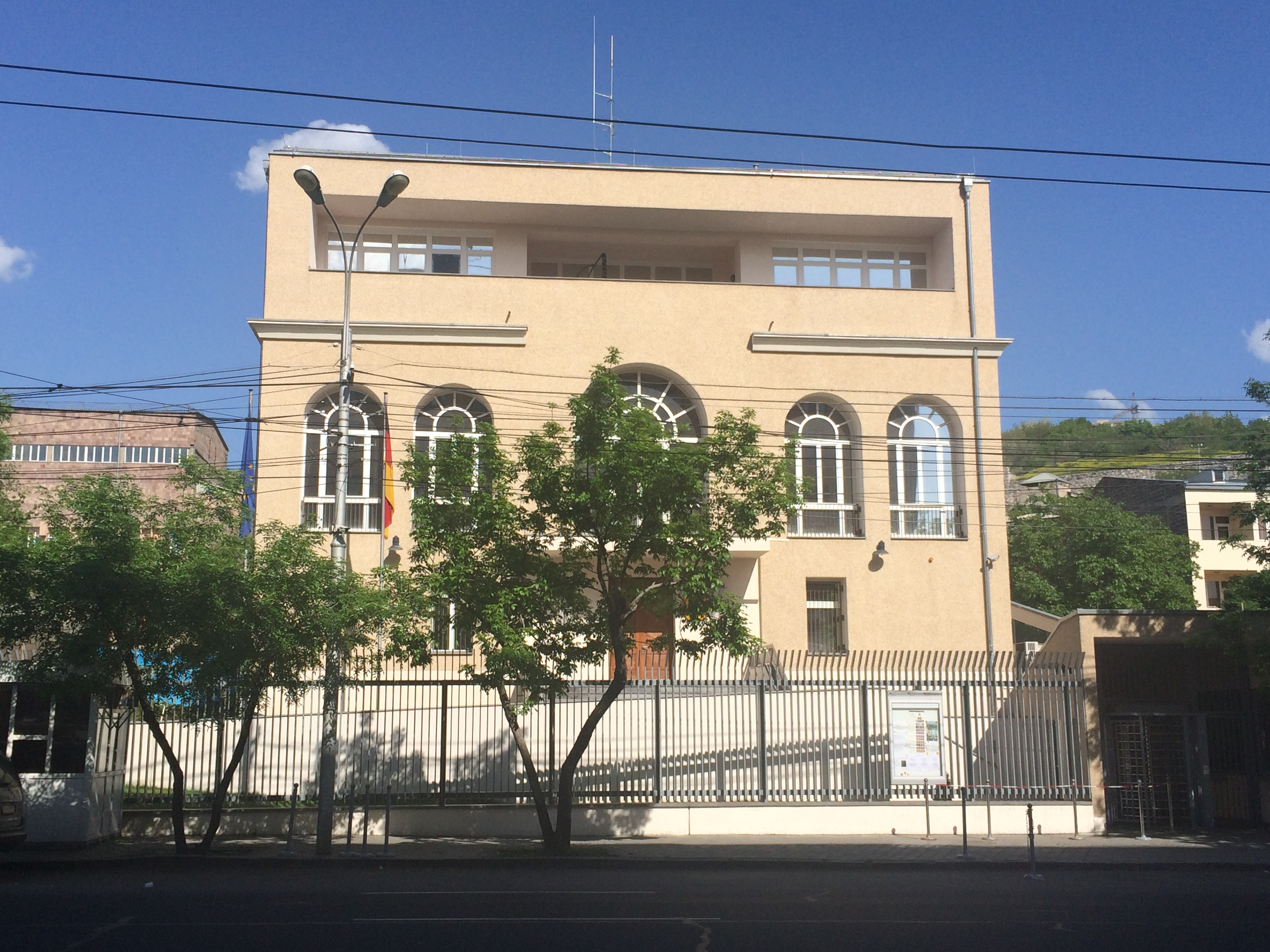
예레반 주재 독일 대사관

독일의 재외공관 목록은 독일 주재 대사관을 각국에 상주시켜 놓는 것을 의미하며 독일의 재외공관을 나열한 목록이다.

독일의 재외공관 명판

## 아프리카
- 알제리
  - 알제 (대사관)
- 앙골라
  - 루안다 (대사관)
- 베냉
  - 코토누 (대사관)
- 보츠와나
  - 가보로네 (대사관)
- 부르키나파소
  - 와가두구 (대사관)
- 부룬디
  - 부줌부라 (대사관)
- 카메룬
  - 야운데 (대사관)
- 차드
  - 은자메나 (대사관)
- 콩고 공화국
  - 브라자빌 (대사관)
- 코트디부아르
  - 아비장 (대사관)
- 콩고 민주 공화국
  - 킨샤사 (대사관)
- 지부티
  - 지부티 시 (대사관)
- 이집트
  - 카이로 (대사관)
- 적도 기니
  - 말라보 (대사관)
- 에리트레아
  - 아스마라 (대사관)
- 에티오피아
  - 아디스아바바 (대사관)
- 가봉
  - 리브르빌 (대사관)
- 가나
  - 아크라 (대사관)
- 기니
  - 코나크리 (대사관)
- 케냐
  - 나이로비 (대사관)
- 라이베리아
  - 몬로비아 (대사관)
- 리비아
  - 트리폴리 (대사관)
- 마다가스카르
  - 안타나나리보 (대사관)
- 말라위
  - 릴롱궤 (대사관)
- 말리
  - 바마코 (대사관)
- 모리타니
  - 누악쇼트 (대사관)
- 모로코
  - 라바트 (대사관)
- 모잠비크
  - 마푸투 (대사관)
- 나미비아
  - 빈트후크 (대사관)
- 니제르
  - 니아메 (대사관)
- 나이지리아
  - 아부자 (대사관), 라고스 (총영사관)
- 르완다
  - 키갈리 (대사관)
- 세네갈
  - 다카르 (대사관)
- 시에라리온
  - 프리타운 (대사관)
- 남아프리카 공화국
  - 프리토리아 (대사관), 케이프타운 (총영사관)
- 남수단
  - 주바 (대사관)
- 수단
  - 하르툼 (대사관)
- 탄자니아
  - 다르에스살람 (대사관)
- 토고
  - 로메 (대사관)
- 튀니지
  - 튀니스 (대사관)
- 우간다
  - 캄팔라 (대사관)
- 잠비아
  - 루사카 (대사관)
- 짐바브웨
  - 하라레 (대사관)

## 아메리카
- 아르헨티나
  - 부에노스아이레스 (대사관)
- 볼리비아
  - 라파스 (대사관)
- 브라질
  - 브라질리아 (대사관), 포르투알레그리 (총영사관), 헤시피 (총영사관), 리우데자네이루 (총영사관), 상파울루 (총영사관)
- 캐나다
  - 오타와 (대사관), 몬트리올 (총영사관), 토론토 (총영사관), 밴쿠버 (총영사관)
- 칠레
  - 산티아고 (대사관)
- 콜롬비아
  - 보고타 (대사관)
- 코스타리카
  - 산호세 (대사관)
- 쿠바
  - 아바나 (대사관)
- 도미니카 공화국
  - 산토도밍고 (대사관)
- 에콰도르
  - 키토 (대사관)
- 엘살바도르
  - 산살바도르 (대사관)
- 과테말라
  - 과테말라 시 (대사관)
- 아이티
  - 포르토프랭스 (대사관)
- 온두라스
  - 테구시갈파 (대사관)
- 자메이카
  - 킹스턴 (대사관)
- 멕시코
  - 멕시코시티 (대사관)
- 니카라과
  - 마나과 (대사관)
- 파나마
  - 파나마시티 (대사관)
- 파라과이
  - 아순시온 (대사관)
- 페루
  - 리마 (대사관)
- 트리니다드 토바고
  - 포트오브스페인 (대사관)
- 미국
  - 워싱턴 D.C. (대사관), 애틀랜타 (총영사관), 보스턴 (총영사관), 시카고 (총영사관), 휴스턴 (총영사관), 로스앤젤레스 (총영사관), 마이애미 (총영사관), 뉴욕 (총영사관), 샌프란시스코 (총영사관)
- 우루과이
  - 몬테비데오 (대사관)
- 베네수엘라
  - 카라카스 (대사관)

## 아시아
- 아프가니스탄
  - 카불 (대사관), 파이자바드 (대사관 분관), 쿤두즈 (대사관 분관)
- 아르메니아
  - 예레반 (대사관)
- 아제르바이잔
  - 바쿠 (대사관)
- 바레인
  - 마나마 (대사관)
- 방글라데시
  - 다카 (대사관)
- 브루나이
  - 반다르스리브가완 (대사관)
- 캄보디아
  - 프놈펜 (대사관)
- 중화인민공화국
  - 베이징시 (대사관), 청두시 (총영사관), 광저우시 (총영사관), 홍콩 (총영사관), 상하이시 (총영사관), 선양시 (총영사관)
- 키프로스
  - 니코시아 (대사관)
- 조지아
  - 트빌리시 (대사관)
- 인도
  - 뉴델리 (대사관), 방갈로르 (총영사관), 첸나이 (총영사관), 콜카타 (총영사관), 뭄바이 (총영사관)
- 인도네시아
  - 자카르타 (대사관)
- 이란
  - 테헤란 (대사관)
- 이라크
  - 바그다드 (대사관)
- 이스라엘
  - 텔아비브 (대사관)
- 일본
  - 도쿄도 (대사관), 오사카시 (총영사관)
- 요르단
  - 암만 (대사관)
- 카자흐스탄
  - 아스타나 (대사관), 알마티 (총영사관)
- 조선민주주의인민공화국
  - 평양직할시 (대사관)
- 대한민국
  - 서울특별시 (대사관)
- 쿠웨이트
  - 쿠웨이트시티 (대사관)
- 키르기스스탄
  - 비슈케크 (대사관)
- 라오스
  - 비엔티안 (대사관)
- 레바논
  - 베이루트 (대사관)
- 말레이시아
  - 쿠알라룸푸르 (대사관)
- 몽골
  - 울란바토르 (대사관)
- 미얀마
  - 양곤 (대사관)
- 네팔
  - 카트만두 (대사관)
- 오만
  - 무스카트 (대사관)
- 파키스탄
  - 이슬라마바드 (대사관), 카라치 (총영사관)
- 팔레스타인
  - 라말라 (대표부 사무소)
- 필리핀
  - 마닐라 (대사관)
- 카타르
  - 도하 (대사관)
- 사우디아라비아
  - 리야드 (대사관), 지다 (총영사관)
- 싱가포르
  - 싱가포르 (대사관)
- 스리랑카
  - 콜롬보 (대사관)
- 중화민국
  - 타이베이시 (독일 제대 협회)
- 타지키스탄
  - 두샨베 (대사관)
- 태국
  - 방콕 (대사관)
- 튀르키예
  - 앙카라 (대사관), 이스탄불 (총영사관), 이즈미르 (총영사관), 안탈리아 (이즈미르 총영사관 분관)
- 투르크메니스탄
  - 아시가바트 (대사관)
- 아랍에미리트
  - 아부다비 (대사관), 두바이 (총영사관)
- 우즈베키스탄
  - 타슈켄트 (대사관)
- 베트남
  - 하노이 (대사관), 호찌민시 (총영사관)
- 예멘
  - 사나 (대사관), 아덴 (총영사관)

## 유럽
- 알바니아
  - 티라나 (대사관)
- 오스트리아
  - 빈 (대사관)
- 벨라루스
  - 민스크 (대사관)
- 벨기에
  - 브뤼셀 (대사관)
- 보스니아 헤르체고비나
  - 사라예보 (대사관), 바냐루카 (대사관 분관)
- 불가리아
  - 소피아 (대사관)
- 크로아티아
  - 자그레브 (대사관)
- 체코
  - 프라하 (대사관)
- 덴마크
  - 코펜하겐 (대사관)
- 에스토니아
  - 탈린 (대사관)
- 핀란드
  - 헬싱키 (대사관)
- 프랑스
  - 파리 (대사관), 리옹 (총영사관), 마르세유 (총영사관), 스트라스부르 (총영사관), 보르도 (영사관), 툴루즈 (영사관)
- 그리스
  - 아테네 (대사관), 테살로니키 (총영사관)
- 바티칸 시국
  - 바티칸 시국 (대사관)
- 헝가리
  - 부다페스트 (대사관)
- 아이슬란드
  - 레이캬비크 (대사관)
- 아일랜드
  - 더블린 (대사관)
- 이탈리아
  - 로마 (대사관), 밀라노 (총영사관), 나폴리 (총영사관)
- 코소보
  - 프리슈티나 (대사관)
- 라트비아
  - 리가 (대사관)
- 리투아니아
  - 빌뉴스 (대사관)
- 룩셈부르크
  - 룩셈부르크 시 (대사관)
- 북마케도니아
  - 스코페 (대사관)
- 몰타
  - 발레타 (대사관)
- 몰도바
  - 키시너우 (대사관)
- 모나코
  - 모나코 (대사관)
- 몬테네그로
  - 포드고리차 (대사관)
- 네덜란드
  - 헤이그 (대사관), 암스테르담 (총영사관)
- 노르웨이
  - 오슬로 (대사관)
- 폴란드
  - 바르샤바 (대사관), 그단스크 (총영사관), 크라쿠프 (총영사관), 브로츠와프 (총영사관), 오폴레 (브로츠와프 총영사관 분관)
- 포르투갈
  - 리스본 (대사관), 포르투 (총영사관)
- 루마니아
  - 부쿠레슈티 (대사관), 시비우 (총영사관), 티미쇼아라 (영사관)
- 러시아
  - 모스크바 (대사관), 칼리닌그라드 (총영사관), 노보시비르스크 (총영사관), 상트페테르부르크 (총영사관), 예카테린부르크 (총영사관)
- 세르비아
  - 베오그라드 (대사관)
- 슬로바키아
  - 브라티슬라바 (대사관)
- 슬로베니아
  - 류블랴나 (대사관)
- 스페인
  - 마드리드 (대사관), 바르셀로나 (총영사관), 세비야 (총영사관), 팔마데마요르카 (영사관), 라스팔마스 (영사관), 말라가 (세비야 총영사관 분관)
- 스웨덴
  - 스톡홀름 (대사관)
- 스위스
  - 베른 (대사관), 제네바 (총영사관)
- 우크라이나
  - 키예프 (대사관)
- 영국
  - 런던 (대사관), 에든버러 (총영사관)

## 오세아니아
- 오스트레일리아
  - 캔버라 (대사관), 멜버른 (총영사관), 시드니 (총영사관)
- 뉴질랜드
  - 웰링턴 (대사관)

## 대표부
- EU, NATO 독일 정부 대표부: 브뤼셀
- UN 독일 정부 대표부: 뉴욕, 제네바
- UNESCO, OECD 독일 정부 대표부: 파리
- 유럽 평의회 독일 정부 대표부: 스트라스부르
- 유럽 안보 협력 기구 독일 정부 대표부: 빈

## 같이 보기
- 독일의 대외 관계
- 위기지역보호임무부대